# Rondo op. 5 (Chopin)
Rondo à la Mazur F-dur op. 5 – utwór w formie ronda na fortepian skomponowany przez Fryderyka Chopina w 1825 lub 1826 . Rondo op. 5 jest stylizowane na muzykę ludową.
Rozpisane w 469 taktach Rondo F-dur było jednym z pierwszych utworów napisanych przez Chopina podczas nauki u Józefa Elsnera, wymagającego od ucznia poznania różnych form muzycznych. Ukazało się drukiem 28 lutego 1828 nakładem księgarza Andrzeja Brzeziny (w 1825 w tej samej oficynie opublikowano Rondo c-moll).
Wydanie Brzeziny nie zachowało się i znane jest z reprodukcji Leopolda Binentala z 1930. W Lipsku utwór ukazał się jako op. 5 w czerwcu 1836 nakładem Hofmeister. W Londynie utwór ukazał się w październiku 1837 nakładem Wessel & Co. Brytyjski wydawca samowolnie oparzył utwór tytułem La Posiana.
Utwór dedykowany został Alexandrine de Moriolles, córce guwernera syna Konstantego Romanowa, z którą przyjaźnił się Chopin. Czas trwania utworu wynosi ok. 8,5 minuty.
Rondo op. 5 nagrali m.in. Ludwik Stefański (ok. 1960) i Adam Harasiewicz (ok. 1965).